# Coupe André-Moga
La Coupe André-Moga fut une compétition de rugby à XV française de fin de saison, organisée à l'issue de la première phase de championnat entre 1993 et 1995, puis en 1999.
Elle concernait les 4 derniers de chaque poules non qualifiés pour le Top 16. Les premiers de chaque groupe étaient qualifiés pour les demi-finales (les deux premiers pour l'édition 1999) de cette « consolante ». Les derniers de chaque groupe étaient relégués en groupe B tandis que les troisièmes disputaient un match de barrage contre les perdants des quarts de finale du championnat de France groupe B.
Montferrand, non qualifié à la surprise générale en 1995, fut reversé dans cette deuxième compétition.
(Une autre tentative de compétition jonctionnelle "de même type" avait déjà été organisée en 1974, avec la Coupe Adolphe Jauréguy, (remporté par le Castres olympique contre le Valence sportif) cette fois entre les 8 derniers clubs de 1re division) et les 24 derniers du groupe B (8 poules de 4 dont le dernier descendait en seconde division).
(Dans les deux cas, la mauvaise réputation de ces compétitions auprès des clubs entraîna leur disparition)[réf. nécessaire].

## Palmarès
| Date de la finale | Vainqueur         | Score   | Finaliste       | Lieux de la finale                 | Spectateurs |
| ----------------- | ----------------- | ------- | --------------- | ---------------------------------- | ----------- |
| 13 juin 1993      | FCS Rumilly       | 44 - 0  | FC Auch         | Stade André-Moga, Bègles           | 2800        |
| 5 juin 1994       | SC Graulhet       | 26 - 19 | RRC Nice        | Stade Tropenas, Montélimar         | 1000        |
| 7 mai 1995        | Aviron bayonnais  | 22 - 15 | Section paloise | Stade Guy-Boniface, Mont-de-Marsan | 2500        |
| 29 mai 1999       | Stade aurillacois | 36 - 21 | Racing CF       | -                                  | -           |